# KC and the Sunshine Band
KC and the Sunshine Band est un groupe américain de funk originaire de Hialeah en Floride. Il est notamment connu pour les tubes Get Down Tonight (1975), That's The Way (I Like It) (1975), (Shake, Shake, Shake) Shake Your Booty (1976).

## Biographie

### Débuts

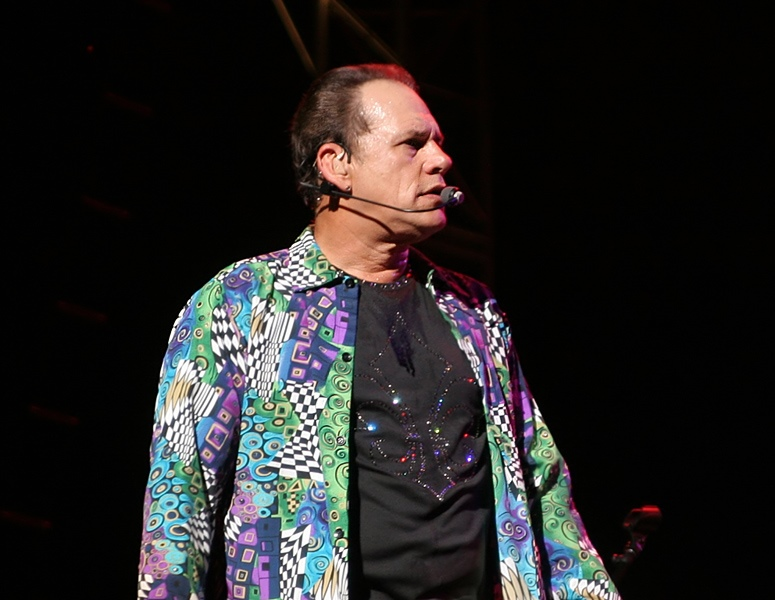
Harry Wayne Casey, chanteur du groupe, au Del Mar Fairgrounds en Californie (2006).

KC and the Sunshine Band est fondé en 1973 par le bassiste Richard Finch et le claviériste Harry Wayne Casey, dit KC. Ils sont tous deux employés par TK Records (en), un label discographique de Miami. Finch et Casey composent pour George McCrae le titre Rock Your Baby, sorti en single en 1974, qui devient leur premier hit. Il se vend à plus de 10 millions d'exemplaires. Le guitariste Jerome Smith, qui a participé à l'enregistrement de la démo de Rock Your Baby, rejoint le groupe en compagnie de son frère, le trompettiste Ronnie Smith, et d'un ami d'enfance, le batteur Robert Johnson. KC and the Sunshine Band compte alors neuf musiciens.

### TK Records
La même année, KC and the Sunshine Band connaît le succès grâce à Queen of Clubs, qui se classe dans le Top 10 au Royaume-Uni. Leurs titres Get Down Tonight (en) et That's the Way (I Like It) atteignent la 1re place du Billboard Hot 100 en 1975. Ils sont suivis de (Shake, Shake, Shake) Shake Your Booty, qui parvient au sommet des charts américains l'année suivante. En 1977, KC and the Sunshine Band enregistre les tubes disco Keep It Comin' Love (en) et I'm Your Boogie Man (en). Boogie Shoes (en) figure sur la bande originale du film La Fièvre du samedi soir (Saturday Night Fever), sorti en 1978. Le guitariste Jerome Smith est forcé de quitter le groupe en 1979 en raison de sa consommation d'alcool et de drogues.

### Epic Records
Le Sunshine Band est recruté par Epic Records en 1980. La même année, leur single Please Don't Go se classe en tête du Hot 100. Casey est victime d'un accident de la route en 1982 et passe plusieurs mois en convalescence. Ils connaissent un nouveau succès avec Give It Up, morceau extrait de l'album All in a Night's Work, qui se classe dans le Top 20. KC and the Sunshine Band se sépare au milieu des années 1980.

### Reformation
Au cours des années 1990, le groupe se reforme et part en tournée. Leurs chansons sont reprises par d'autres artistes et sont utilisées dans des spots publicitaires. Plusieurs compilations de leurs plus grands succès sont commercialisées.

## Récompenses et hommages
Au cours de leur carrière, ils sont nommés à neuf reprises aux Grammy Awards. Trois récompenses leur sont attribuées. Une étoile leur est dédiée sur le Walk of Fame d'Hollywood.

## Musiciens
Jerome Smith, le premier guitariste du Sunshine Band, qui a quitté le groupe en 1979, continue sa carrière en jouant aux côtés du chanteur Blowfly. Il accompagne également les Australiens Divinyls en tournée. Smith joue sur la bande originale du feuilleton Melrose Place. Employé sur un chantier de construction, il meurt en 2000 dans un accident du travail.
Le trompettiste Ronnie Smith, frère de Jerome, fait partie de l'Ocean Liner Band avec son frère et le batteur Robert Johnson avant d'intégrer le Sunshine Band, avec lequel il joue durant cinq ans. Il enregistre un album solo, Party Freaks (Come On), en 1978, et compose le titre Spank pour Jimmy « Bo » Horne. Il meurt en 2012.

## Discographie

### Albums
- 1974 : Do It Good (TK Records (en))
- 1975 : KC and the Sunshine Band (en) (TK Records)
- 1975 : The Sound of Sunshine (TK Records)
- 1976 : Part 3 (en) (TK Records)
- 1978 : Who Do Ya Love (TK Records)
- 1979 : Do You Wanna Go Party (TK Records)
- 1981 : Space Cadet (Epic)
- 1981 : The Painter (Epic)
- 1982 : All in a Night's Work (Epic)
- 1983 : KC Ten (Meca)
- 1993 : Oh Yeah! (ZYX)
- 2001 : I'll Be There For You
- 2007 : Yummy
- 2018 : A Sunshine Christmas

### En concert
- 1995 : Get Down Live! (Intersound)

### Compilations
- 1980 : Greatest Hits (TK Records)
- 1983 : Their Greatest Hits
- 1990 : The Best of KC and the Sunshine Band (Rhino)
- 1990 : Greatest Hits, Vol. 2
- 1994 : The Best of KC and the Sunshine Band: Special Edition
- 1997 : I'm Your Boogie Man and Other Hits
- 1997 : Shake, Shake, Shake and Other Hits
- 1999 : 25th Anniversary Collection (Rhino)
- 2001 : VH1 Behind the Music: The KC and the Sunshine Band Collection
- 2002 : The Essentials (Rhino)
- 2005 : In a Mellow Mood
- 2009 : The TK Years